# Battaglia di Catirai
La battaglia di Catirai fu un conflitto combattuto il 7 gennaio 1569 tra l'impero spagnolo guidato da Martín Ruiz de Gamboa e la tribù dei Mapuche sotto al comando del toqui Llanganabal, conclusosi con una vittoria degli indigeni.

## Storia
Nel 1569 Llanganabal guidava l'esercito Mapuche con l'aiuto di Millalelmo ed altri capitani. I Mapuche dovevano resistere all'esercito spagnolo guidato dal Governatore Melchor Bravo de Saravia, che aveva bruciato i campi ed i ruca sulla sponda meridionale del Bío Bío, nell'aillarehue di Catirai provenienti da Talcamávida. L'incaricato da Llanganabal, Millalelmo, aveva organizzato una fortezza su una collina, sulle pendici di una ripida collina. Nonostante i rischi espressi da Lorenzo Bernal del Mercado che aveva effettuato un sopralluogo, gli spagnoli appena arrivati in Cile e non abituati alla guerra di Arauco convinsero il governatore Saravia ad ordinare a Martín Ruiz de Gamboa di attaccare gli indigeni.
Nel frattempo Llanganabal aveva radunato tutte le proprie forze nella fortezza per resistere all'attacco.
Gli uomini di Gamboa furono duramente sconfitti mentre tentavano di scalare la collina per raggiungere il covo di Llanganabal.